# 约翰·舒斯特
约翰·舒斯特（英語：John Shuster，1982年11月3日—），美国男子冰壶运动员。他曾代表美国获得2018年冬季奥运会男子冰壶金牌和2006年冬季奥运会男子冰壶铜牌。他也参加了2010年和2014年冬季奥运会。